# Mittlere Hintereisspitze
La Mittlere Hintereisspitze est une montagne qui s’élève à 3 450 m d’altitude dans les Alpes de l'Ötztal, en Autriche.
Elle forme avec la Hintere Hintereisspitze (3 485 m), la Hochvernaglwand (3 435 m) et la Vordere Hintereisspitze (3 437 m) la frontière sud-est du Gepatschferner (en italien Vedretta della Croda)